# Soverzene
Soverzene é uma comuna italiana da região do Vêneto, província de Belluno, com cerca de 422 habitantes. Estende-se por uma área de 14 km², tendo uma densidade populacional de 30 hab/km². Faz fronteira com Erto e Casso (PN), Longarone, Pieve d'Alpago, Ponte nelle Alpi.

## Demografia
| Variação demográfica do município entre 1861 e 2011                               |
|                                                                                   |
| Fonte: Istituto Nazionale di Statistica (ISTAT) - Elaboração gráfica da Wikipedia |